# Царская водка
Ца́рская во́дка (лат. Aqua Regia, Aqua Regis, A.R.) — смесь концентрированных азотной HNO3 (65—68 % масс.) и соляной HCl (32—35 % масс.) кислот, взятых в соотношении 1:3 по объёму (массовое соотношение, в пересчёте на чистые вещества, — около 1:2).
Название не имеет отношения к спиртным напиткам и происходит от устаревшего значения слова «водка» (вода) и уникальной способности смеси растворять «царя металлов» — золото.

## История исследования и использования
Задолго до открытия соляной кислоты в латинских текстах, приписываемых арабско-персидскому алхимику Геберу (Джабиру ибн Хайян) (VIII век), изложен способ получения царской водки путём сухой перегонки смеси селитры, медного купороса, квасцов и нашатыря в стеклянном, хорошо замазанном сосуде, снабжённом стеклянной крышкой или колпаком.
В сочинениях Альберта Великого она называется aqua secunda («вторичная водка», а «первичная водка» — aqua prima — азотная кислота), у других алхимиков — aqua regia. В 1270 году Бонавентура указал на применяемый им собственный метод получения растворением нашатыря в «крепкой водке» (aqua fortis, азотная кислота). Бонавентура также установил, что азотная кислота растворяет серебро, отделяя его от золота; используя царскую водку, он установил её способность растворять «царя металлов» — золото, которое считалось до некоторых пор не подверженным изменению. Таким образом появилось название aqua regia (также aqua regis, A.R.). Алхимический символ царской водки был составлен из знака воды  и прописной буквы R. Позднее царская водка описана Псевдо-Гебером, неизвестным алхимиком, трактаты которого стали распространяться в Европе в XIV веке.
Приготовление царской водки смешением концентрированных соляной и азотной кислот впервые описывается в «Алхимии» Андреаса Либавия (1597). Установление факта растворения благородных металлов в царской водке рассматривалось алхимиками как решение одной из важнейших задач алхимии: приготовление алкагеста — универсального растворителя. Использование царской водки в алхимической практике привело к существенному росту знаний о веществах и химических реакциях и способствовало становлению пробирного анализа и технической химии.
В работах Лавуазье царская водка именовалась «нитромуриевой кислотой», в соответствии с представлениями о том, что выделяющийся газ (хлор) есть не что иное, как оксид элемента мурия, дефлогистированная соляная кислота.

### В России
В России её называли королевской водкой (М. В. Ломоносов, 1742 г.), царской водкой (М. Парпуа, 1796 г.), селитро-соляной кислотой (В. В. Петров, 1801 г.), азотноводохлорной кислотой (Г. И. Гесс, 1831 г.); известны и другие названия. Слово «водка» первоначально появилось в русском языке примерно в XIII—XIV веках как уменьшительное от слова «вода» и имело таковое значение как основное вплоть до середины XIX века. Крепкий спиртной напиток, именуемый сейчас водкой, тогда называли «хлебным вином», «горячим вином», «зелено-вином» и так далее. Значение «спиртной напиток» слово «водка» приобрело где-то между XIV и XIX веками первоначально как диалектное, и лишь в конце XIX — начале XX века стало обозначать единственно «крепкий спиртной напиток».

## Свойства
Представляет собой жидкость жёлто-оранжевого цвета с сильным запахом хлора и диоксида азота. Только что приготовленная царская водка бесцветна, однако быстро приобретает оранжевый цвет.
При взаимодействии HCl и HNO3 образуется сложная смесь высокоактивных продуктов, в том числе ассоциатов, диоксида азота, хлора и нитрозилхлорида (хлористого нитрозила). Наличие среди продуктов взаимодействия хлорида нитрозила NOCl и хлора в сильнокислой среде делает царскую водку одним из сильнейших окислителей. Смесь готовят непосредственно перед её применением: при хранении она разлагается с образованием газообразных продуктов (образование диоксида азота и нитрозилхлорида придаёт царской водке окраску).
{\displaystyle {\mathsf {3HCl+HNO_{3}\longrightarrow Cl_{2}+NOCl+2H_{2}O}};}
{\displaystyle {\mathsf {2NOCl\rightarrow 2NO+Cl_{2}}}}
{\displaystyle {\mathsf {2NO+O_{2}\longrightarrow 2NO_{2}}}}
Эффективность царской водки как окислителя в значительной степени связана с уменьшением потенциала окисления металлов вследствие образования хлоридных комплексных соединений.
Комплексообразование в сильнокислой окислительной среде делает возможным растворение уже при комнатной температуре даже таких малоактивных металлов, как золото, платина и палладий:
{\displaystyle {\mathsf {Au+4HCl+HNO_{3}\longrightarrow H[AuCl_{4}]+NO\uparrow +2H_{2}O}}}
{\displaystyle {\mathsf {3Pt+18HCl+4HNO_{3}\longrightarrow 3H_{2}[PtCl_{6}]+4NO\uparrow +8H_{2}O}}}
Скорость растворения (травления) золота в царской водке составляет примерно 10 мкм/мин. Рутений растворяется в царской водке только в присутствии кислорода воздуха, образуя комплексное соединение — гексахлорорутениевую кислоту. Родий и иридий в компактном состоянии устойчивы, но растворяются при нагревании в виде высокодисперсных порошков (черни).
Серебро не растворяется в царской водке из-за пассивации поверхности образующейся плёнкой хлорида серебра. Пассивация поверхности металла кислотоустойчивыми оксидами является причиной устойчивости к царской водке хрома, титана, тантала, циркония, гафния и ниобия.
Царская водка не растворяет фторопласт-4 (тефлон).
Царская водка применяется как реактив в химических лабораториях, для очистки стеклянной посуды от следов органических веществ (например, в ЯМР-спектроскопии), в пробирном анализе благородных металлов и их сплавов, при аффинаже золота и платины, получении хлоридов металлов и другого.

## Юникод
В Юникоде есть 2 алхимических символа царской водки (лат. Aqua regia).
| Графема | Unicode | Unicode                            | HTML              | HTML       | HTML      |
| Графема | Код     | Название                           | Шестнадцатеричное | Десятичное | Мнемоника |
| ------- | ------- | ---------------------------------- | ----------------- | ---------- | --------- |
| 🜆       | U+1F706 | ALCHEMICAL SYMBOL FOR AQUA REGIA   | &#x1F706;         | &#128774;  | —         |
| 🜇       | U+1F707 | ALCHEMICAL SYMBOL FOR AQUA REGIA-2 | &#x1F707;         | &#128775;  | —         |

## Интересные факты
В нацистской Германии было запрещено принятие Нобелевской премии после того, как в 1935 году премию мира присудили противнику национал-социализма Карлу фон Осецкому. Немецкие физики Макс фон Лауэ и Джеймс Франк доверили хранение своих золотых медалей Нильсу Бору. Когда в апреле 1940 года немцы оккупировали Копенгаген, во избежание возможной конфискации сотрудник Института Нильса Бора химик Дьёрдь де Хевеши растворил эти медали в царской водке (сам Хевеши был удостоен Нобелевской премии по химии в 1943 году). Банка с раствором тетрахлорозолотой кислоты благополучно простояла среди сотен других вплоть до завершения оккупации Дании.
После окончания войны Хевеши выделил золото из раствора и передал его Шведской королевской академии наук и Нобелевскому фонду. Из него изготовили новые медали, которые были возвращены фон Лауэ и Франку.